# Francesco De Vito
 Francesco De Vito, est un acteur italien, né le 10 août 1970 à Tarente, Pouilles (Italie). Il est surtout connu pour son rôle en tant que saint Pierre dans La Passion du Christ.

## Filmographie

### Cinéma
Filmographie partielle
- 2003 : I Am David, de Paul Feig
- 2003 : Liberi, de Gianluca Maria Tavarelli
- 2004 : La Passion du Christ, de Mel Gibson
- 2004 : Le Tigre et la Neige, de Roberto Benigni
- 2004 : Cuore sacro, de Ferzan Özpetek
- 2005 : Mission impossible 3 de J. J. Abrams
- 2005 : The Moon and The Stars, de John Irvin
- 2007 : Senza amore, de Renato Giordano
- 2009 : Nine, de Rob Marshall
- 2009 : Ce n'è per tutti, de Luciano Melchionna
- 2010 : C'était à Rome, de Mark Steven Johnson
- 2011 : To Rome with Love, de Woody Allen
- 2011 : Goltzius et la Compagnie du Pélican, de Peter Greenaway
- 2011 : Goal, de Fulvio Bernasconi
- 2012 : La donna giusta de Brando De Sica
- 2015 : Agents très spéciaux : Code UNCLE de Guy Ritchie
- 2016 : Un paese quasi perfetto, de Massimo Gaudioso
- 2018 : Il bene mio de Pippo Mezzapesa

### Télévision
- depuis 2019 : Les Héritiers de la nuit : comte Claudio de Nosferas